# Myrmeleon (Myrmeleon) timidus
Myrmeleon (Myrmeleon) timidus is een insect uit de familie van de mierenleeuwen (Myrmeleontidae), die tot de orde netvleugeligen (Neuroptera) behoort. 
Myrmeleon (Myrmeleon) timidus is voor het eerst wetenschappelijk beschreven door Gerstäcker in 1888.